# Tim Hoffmann (Fußballspieler)
Tim Hoffmann (* 26. Februar 2005 in Berlin) ist ein deutscher Fußballspieler, der bei Hertha BSC unter Vertrag steht.

## Karriere
Hoffmann spielte bis 2017 für die Spandauer Kickers, bevor er 2017 ins Nachwuchsleistungszentrum des Hertha BSC wechselte. Er wurde mit den U17- bzw. U19-Jugendmannschaften der Hertha in den Jahren 2022 bis 2024 jeweils Meister der Staffel Nord/Nordost.  In der Saison 2023/24 spielte Hoffmann erstmals im Männerberiech. Nachdem der Berliner zunächst für die zweite Mannschaft der Hertha aufspielte, war Hoffmann am 11. Februar 2024 erstmals Teil der ersten Mannschaft und wurde in der 67. Spielminute im Auswärtsspiel bei der SpVgg Greuther Fürth eingewechselt. Es blieb der einzige Profieinsatz in dieser Saison.
Im Sommer 2024 wurde Hoffmann zum Drittligisten FC Erzgebirge Aue ausgeliehen und absolvierte insgesamt 26 Spiele in Liga, DFB-Pokal und Sachsenpokal.